# Lugny-lès-Charolles
Ne doit pas être confondu avec Lugny (Saône-et-Loire).
 (juin 2009).
Si vous disposez d'ouvrages ou d'articles de référence ou si vous connaissez des sites web de qualité traitant du thème abordé ici, merci de compléter l'article en donnant les références utiles à sa vérifiabilité et en les liant à la section « Notes et références ».
Lugny-lès-Charolles est une commune française située dans le département de Saône-et-Loire, en région Bourgogne-Franche-Comté.

## Géographie
Commune située au cœur du Pays Charolais, sur les bords de l'Arconce, au carrefour des routes Charolles-Marcigny (D 10) et La Clayette-Paray-le-Monial (D 270), à 6 km au sud-ouest de Charolles, 10 km au sud-est de Paray-le-Monial, 16 km au nord-ouest de La Clayette, 22 km au nord-est de Marcigny.

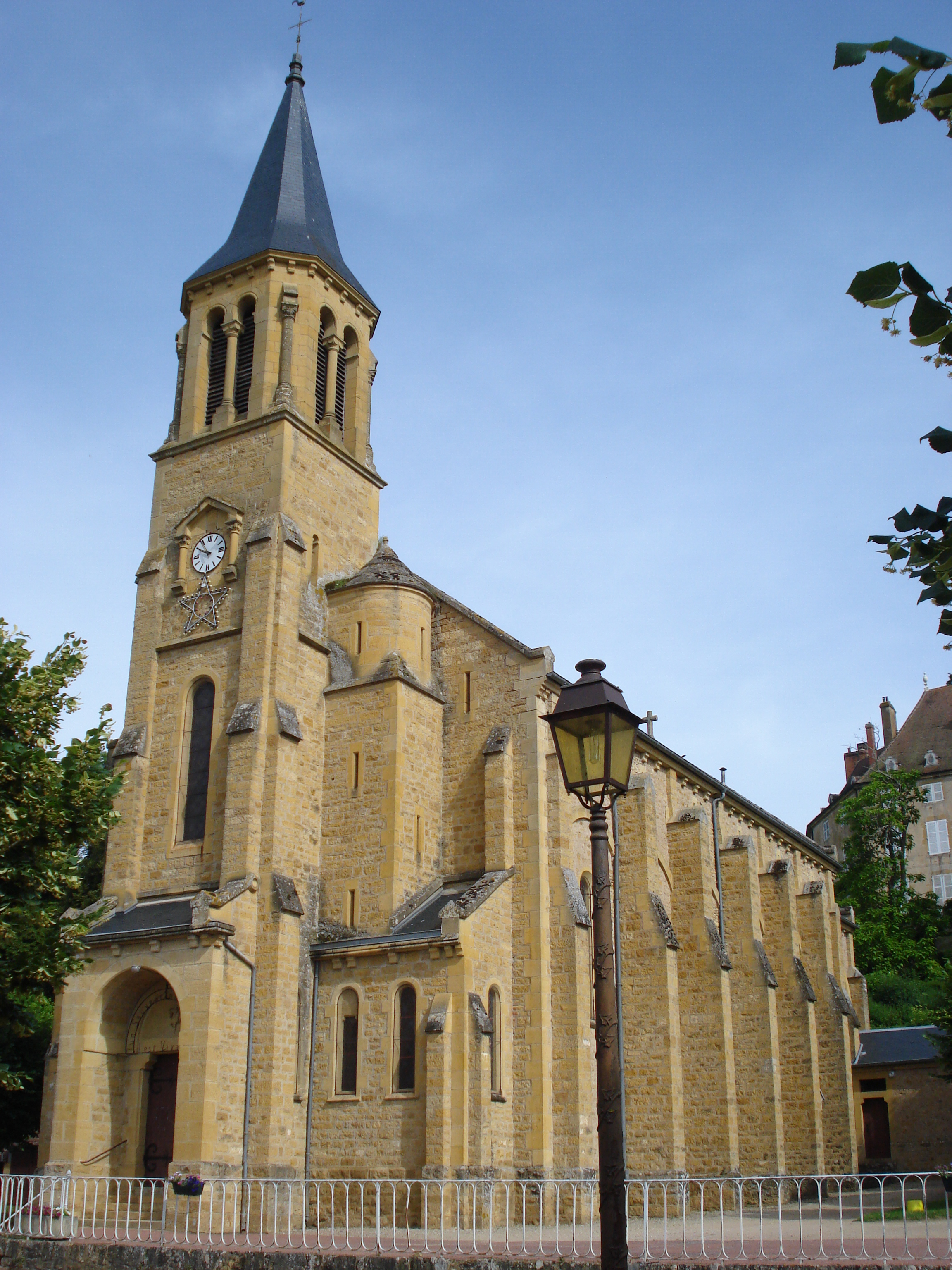
Église de Lugny-lès-Charolles.
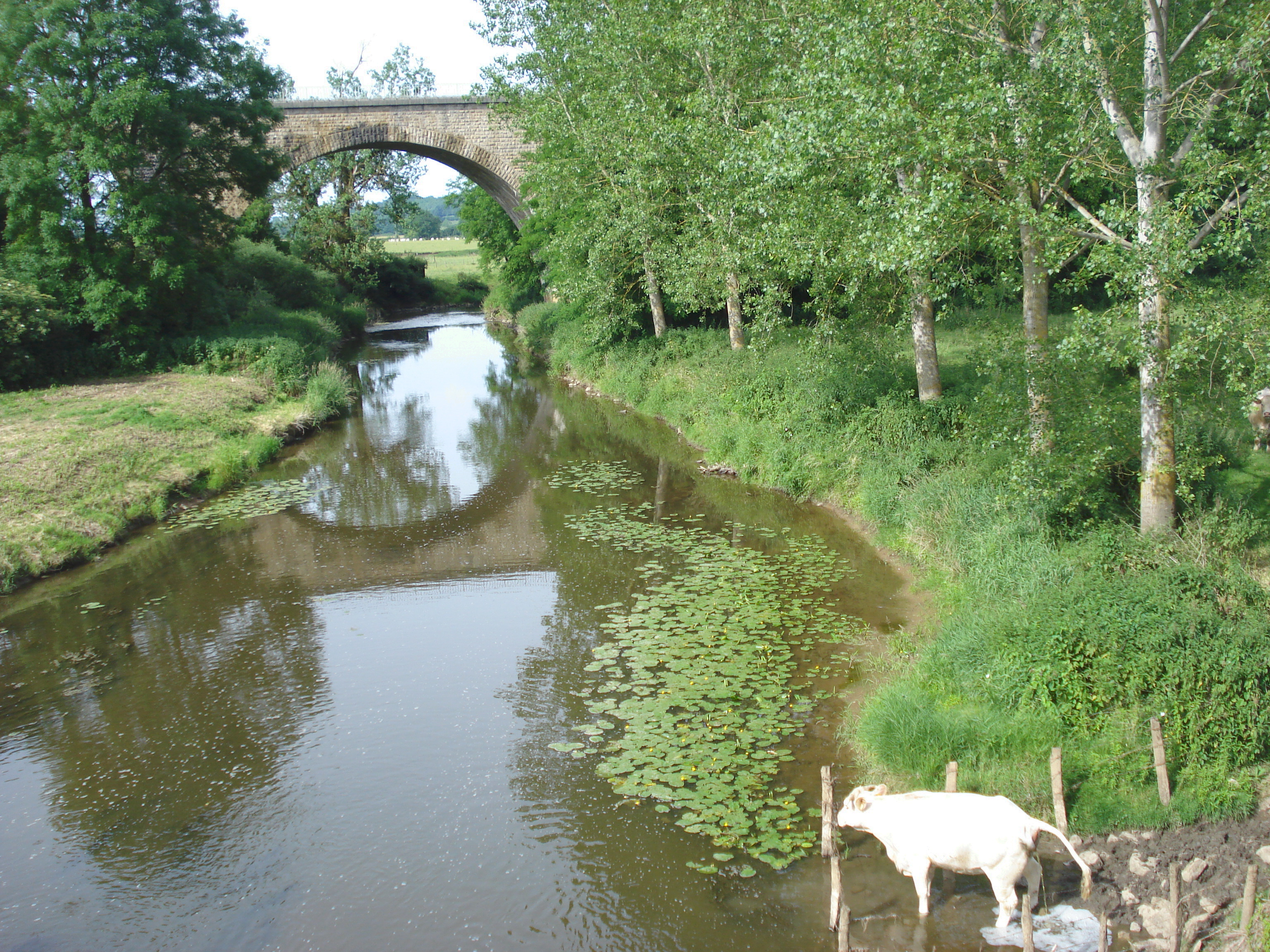
L'Arconce à Lugny-lès-Charolles avec pont du chemin de fer.
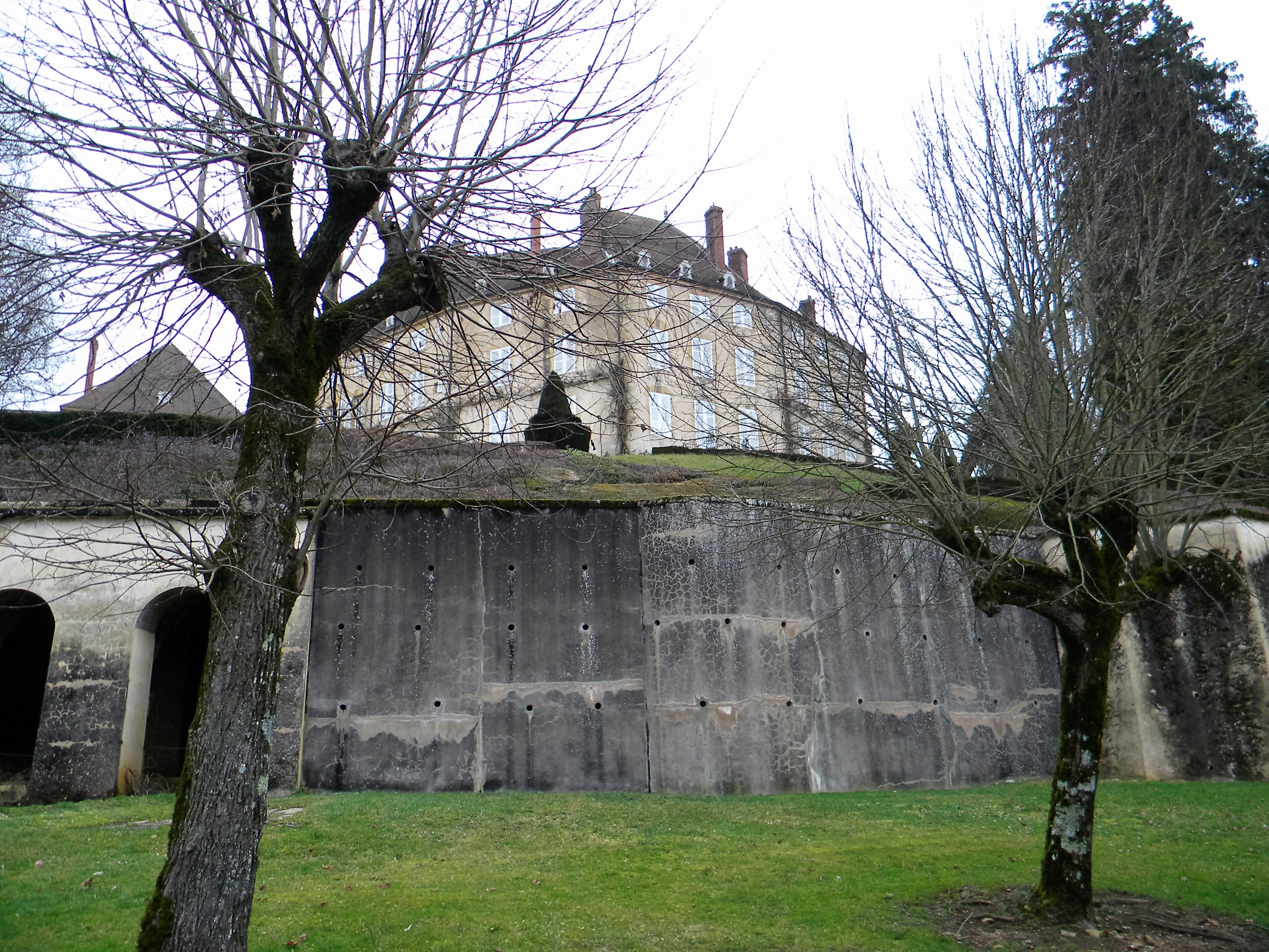
Lugny-lès-Charolles, école et mairie.

### Climat
Pour des articles plus généraux, voir Climat de la Bourgogne-Franche-Comté et Climat de Saône-et-Loire.
En 2010, le climat de la commune est de type climat océanique dégradé des plaines du Centre et du Nord, selon une étude du Centre national de la recherche scientifique s'appuyant sur une série de données couvrant la période 1971-2000. En 2020, Météo-France publie une typologie des climats de la France métropolitaine dans laquelle la commune est exposée à un climat océanique altéré et est dans la région climatique Centre et contreforts nord du Massif Central, caractérisée par un air sec en été et un bon ensoleillement.
Pour la période 1971-2000, la température annuelle moyenne est de 10,6 °C, avec une amplitude thermique annuelle de 16,7 °C. Le cumul annuel moyen de précipitations est de 886 mm, avec 11,9 jours de précipitations en janvier et 7,6 jours en juillet. Pour la période 1991-2020, la température moyenne annuelle observée sur la station météorologique de Météo-France la plus proche, « Briant », sur la commune de Briant à 13 km à vol d'oiseau, est de 11,7 °C et le cumul annuel moyen de précipitations est de 930,7 mm. 
La température maximale relevée sur cette station est de 40 °C, atteinte le 12 août 2003 ; la température minimale est de −14,7 °C, atteinte le 31 décembre 1996,,.
Les paramètres climatiques de la commune ont été estimés pour le milieu du siècle (2041-2070) selon différents scénarios d'émission de gaz à effet de serre à partir des nouvelles projections climatiques de référence DRIAS-2020. Ils sont consultables sur un site dédié publié par Météo-France en novembre 2022.

## Urbanisme

### Typologie
Au 1er janvier 2024, Lugny-lès-Charolles est catégorisée commune rurale à habitat très dispersé, selon la nouvelle grille communale de densité à sept niveaux définie par l'Insee en 2022.
Elle est située hors unité urbaine. Par ailleurs la commune fait partie de l'aire d'attraction de Paray-le-Monial, dont elle est une commune de la couronne,. Cette aire, qui regroupe 19 communes, est catégorisée dans les aires de moins de 50 000 habitants,.

### Occupation des sols
L'occupation des sols de la commune, telle qu'elle ressort de la base de données européenne d’occupation biophysique des sols Corine Land Cover (CLC), est marquée par l'importance des territoires agricoles (73,6 % en 2018), une proportion sensiblement équivalente à celle de 1990 (73,8 %). La répartition détaillée en 2018 est la suivante : prairies (69,2 %), forêts (24,2 %), zones agricoles hétérogènes (4,4 %), espaces verts artificialisés, non agricoles (2,1 %). L'évolution de l’occupation des sols de la commune et de ses infrastructures peut être observée sur les différentes représentations cartographiques du territoire : la carte de Cassini (XVIIIe siècle), la carte d'état-major (1820-1866) et les cartes ou photos aériennes de l'IGN pour la période actuelle (1950 à aujourd'hui).

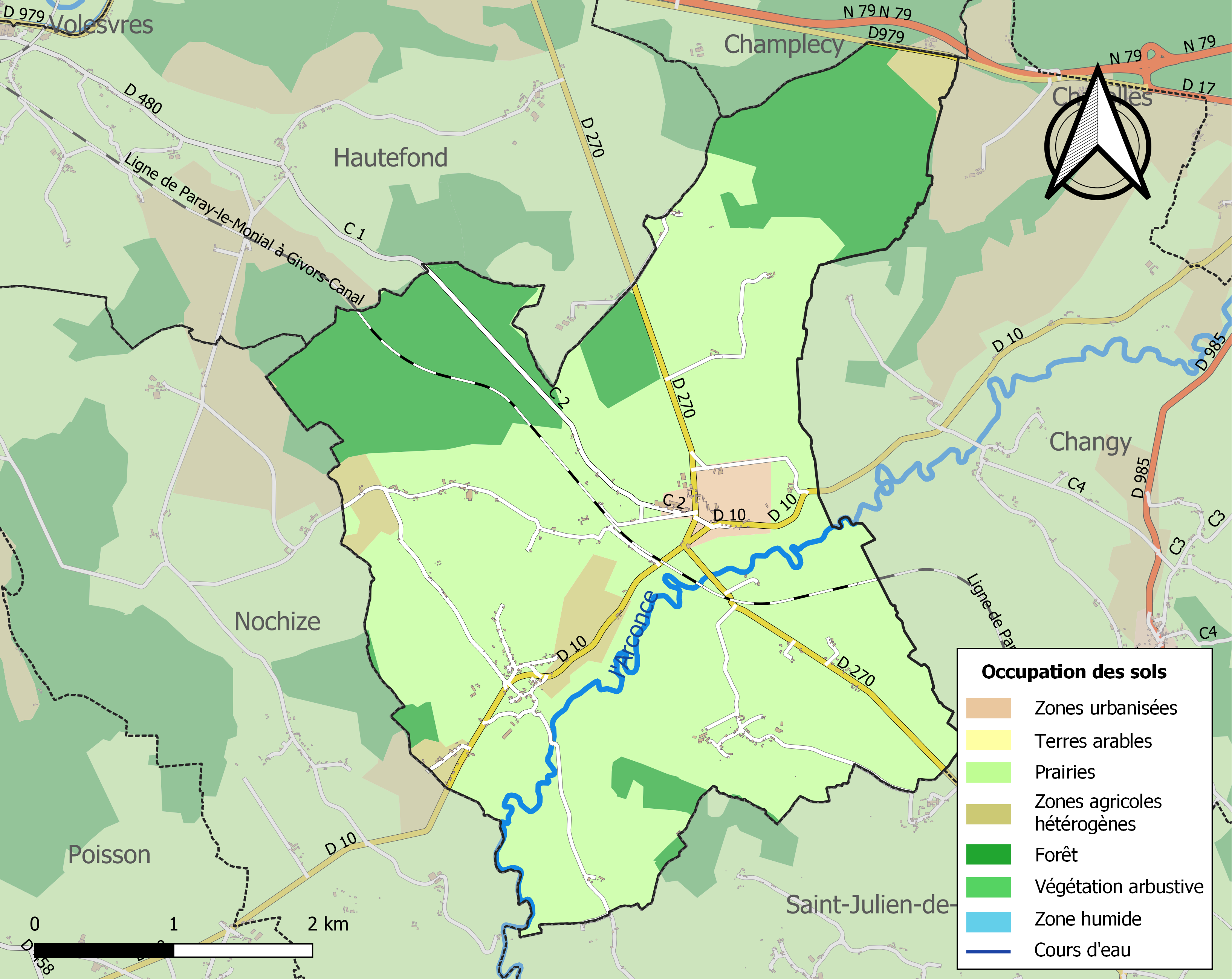
Carte des infrastructures et de l'occupation des sols de la commune en 2018 (CLC).

## Histoire
Lugny-les-Charolles, fut le siège de l'une des quatre baronnies du Charolais, qui s'étendait autrefois sur les communes actuelles de Lugny-lès-Charolles, de Changy, de Nochize et de Hautefond. La paroisse relevait du bailliage et de la recette de Charolles et de l'ancien diocèse d'Autun.
- Les premiers seigneurs de Lugny sont issus de la famille de Semur-en-Brionnais. Cette famille semble issue de la Maison des premiers comtes de Chalon. Située en Brionnais, la famille de Semur fut très puissante dans la région mais elle a eu également un fort rayonnement au sein du royaume depuis les années 700 jusqu'à l'an 1100 puis perdra de son influence par la suite.
- Par la suite, du XIIe siècle au XVe siècle, la baronnie de Lugny appartint aux Damas de Couzan.

Cette famille est issue de Dalmace de Semur, qui lui donnera son nom (Dalmace→Damas). Elle est donc une branche de la famille de Semur.
- Dalmace de Semur est cité comme fondateur du prieuré de Saint-Germain-en-Brionnais en 1095 en tant que seigneur de Lugny, de Dyo et de Saint-Symphorien-des-Bois. Il part en croisade vers Jerusalem en 1118.
- Les membres de la famille de Damas, titrés seigneurs de Lugny-en-Charolais, étaient également seigneur de Couzan-en-Forez, leur rayonnement et puissance s'exerçaient donc sur un territoire très vaste entre le Charolais, le Roannais et le Forez. Cette dualité peut en partie expliquer une densité relativement importante de populations de travailleurs du bois issues du Forez parmi les habitants du Charolais relevés dans les registres paroissiaux du Charolais aux XVIe, XVIIe et XVIIIe siècles.
- Puis, en 1430, la seigneurie passa dans la famille de Lévis par le mariage d'Alix de Damas avec Eustache de Lévis, héritière de son frère, dernier baron de sa branche.

Les Lévis possédèrent le château jusqu'au début du XIXe siècle.
- Le château est désormais la propriété des marquis de Grammont, depuis la fin du XIXe siècle.

## Héraldique
Lugny-lès-Charolles a pour armes un blason dont la définition héraldique est la suivante : Écartelé, aux 1 et 4 contre-écartelé d'azur à une fleur de lys d'or, et bandé d'or et d'azur, aux 2 et 3 d'or à trois chevrons de sable (qui est de Lévis).

## Politique et administration
| Période                                  | Période   | Identité                   | Étiquette | Qualité                                       |
| ---------------------------------------- | --------- | -------------------------- | --------- | --------------------------------------------- |
| 1793                                     | 1795      | Jean Larue                 | Orcilly   | Marchand laboureur                            |
| 1795                                     | 1812      | Jean-Marie Desforges       | Bourg     | Marchand laboureur                            |
| 1812                                     | 1816      | Charles-Antoine Belhomme   | Bourg     | Régisseur et jardinier au château             |
| 1816                                     | 1821      | Pierre Dumont              | Bourg     | Régisseur et marchand fermier au château      |
| 1821                                     | 1850      | François Montmessin        | Roussy    | Cultivateur-éleveur                           |
| 1850                                     | 1866      | Jean Galland               | Bourg     | Maréchal forgeron                             |
| 1866                                     | 1876      | Jean-Marie Galland         | Bourg     | Maréchal-forgeron                             |
| 1876                                     | 1893      | Antoine Bouillot           | Roussy    | Cultivateur-éleveur                           |
| 1893                                     | 1900      | Jean-François Galland      | Bourg     | Cultivateur-éleveur                           |
| 1900                                     | 1916      | Antoine Bouillot           | Roussy    | Cultivateur-éleveur                           |
| 1916                                     | 1918 (+)  | Jean-Baptiste Ducarre      | Le Breuil | Cultivateur-éleveur                           |
| 1918                                     | 1929      | François Bouillon          | Bourg     | Marchand aubergiste et cultivateur-éleveur    |
| 1929                                     | 1942      | Jean-Claude Pacaud         | Grazy     | Cultivateur-éleveur                           |
| 1942                                     | 1945      | Antoine-Pierre de Grammont | Le Bourg  | Marquis de Grammont et châtelain de Lugny     |
| 1945                                     | 1971      | Philibert Letaud           | Le Vernay | Cultivateur-Éleveur                           |
| 1971                                     | 1995      | Pierre Dumont              | Orcilly   | Cultivateur-éleveur                           |
| 1995                                     | mars 2008 | Pierre Chambreuil          | Bourg     | Entrepreneur construction métalliques         |
| mars 2008                                | mars 2014 | Bernadette Buisson         | Roussy    | Professeur en lycée                           |
| mars 2014                                | en cours  | Patrick Bouillon           | Bourg     | Cadre ingénieur propriétaire chambres d'hôtes |
| Les données manquantes sont à compléter. |           |                            |           |                                               |

- Chambres d'hôtes et table d'hôte dans le bourg (ancienne boulangerie rénovée en 2008) : d « Le Pré de la Serve ».
- Paroisse rattachée à la paroisse Sainte Marie-Madeleine de Charolles.
- École primaire et maternelle (à partir de 2 ans) avec garderie et cantine, faisant partie d'un RPI avec Saint-Julien-de-Civry.
- Associations (Club du 3e âge, Fêtes et Loisirs, Donneurs de Sang, Joueurs de Cartes, Amis du Moulin, Associations scolaires, Chasseurs).

## Démographie
L'évolution du nombre d'habitants est connue à travers les recensements de la population effectués dans la commune depuis 1793. Pour les communes de moins de 10 000 habitants, une enquête de recensement portant sur toute la population est réalisée tous les cinq ans, les populations de référence des années intermédiaires étant quant à elles estimées par interpolation ou extrapolation. Pour la commune, le premier recensement exhaustif entrant dans le cadre du nouveau dispositif a été réalisé en 2007.

En 2022, la commune comptait 324 habitants, en évolution de −6,9 % par rapport à 2016 (Saône-et-Loire : −1,06 %, France hors Mayotte : +2,11 %).
| 1793 | 1800 | 1806 | 1821 | 1831 | 1836 | 1841 | 1846 | 1851 |
| ---- | ---- | ---- | ---- | ---- | ---- | ---- | ---- | ---- |
| 507  | 514  | 490  | 589  | 631  | 585  | 588  | 621  | 650  |

| 1856 | 1861 | 1866 | 1872 | 1876 | 1881 | 1886 | 1891 | 1896 |
| ---- | ---- | ---- | ---- | ---- | ---- | ---- | ---- | ---- |
| 623  | 583  | 609  | 588  | 609  | 598  | 590  | 594  | 553  |

| 1901 | 1906 | 1911 | 1921 | 1926 | 1931 | 1936 | 1946 | 1954 |
| ---- | ---- | ---- | ---- | ---- | ---- | ---- | ---- | ---- |
| 554  | 473  | 456  | 417  | 400  | 376  | 367  | 370  | 324  |

| 1962 | 1968 | 1975 | 1982 | 1990 | 1999 | 2006 | 2007 | 2012 |
| ---- | ---- | ---- | ---- | ---- | ---- | ---- | ---- | ---- |
| 347  | 314  | 226  | 228  | 242  | 277  | 318  | 324  | 342  |

| 2017 | 2022 | - | - | - | - | - | - | - |
| ---- | ---- | - | - | - | - | - | - | - |
| 350  | 324  | - | - | - | - | - | - | - |

- Dans son ouvrage paru en 1838 "Dictionnaire des Communes" Département de Saône-et-Loire, C. Ragut donne pour Lugny-les-Charolles une population de 585 habitants.
- Courtépée dans sa "Description Générale et Particulière du Duché de Bourgogne" parue entre 1774 et 1780 annonce pour la commune de Lugny-les-Charolles, le nombre de 60 feux, soit environ 550 personnes (hypothèse 9 personnes par foyer).
- Le nombre de feux en 1670 selon ce même Courtépée est de 102, soit environ 1 000 personnes.
- Dans la Cherche de feux du Charolais daté de 1475 (AD21 - B11558), le nombre de feux est de 54, soit environ 490 personnes.

## Lieux et monuments
- Château de Grammont.
- La croix de Lugny, qui a fait l'objet d'une inscription au titre des monuments historiques depuis le 13 mars 1950[18].
- Calvaire vers la mairie-école.
- L'église Saint-Martin, du XIXe (tympan représentant saint Martin, œuvre du sculpteur Mathieu Gautheron), édifice inauguré en 1891, le jour de l'Immaculée conception (8 décembre) et construit d'après des plans de l'architecte Rotival de Charolles et disposant de 12 vitraux sortis de l'atelier du maître verrier Besnard de Chalon-sur-Saône[19].
- Nombreux lavoirs.
- Moulin[20] sur la route de La Clayette (entre le pont de l'Arconce - rivière poissonneuse - et celui du chemin de fer sur la rivière). Le moulin existe depuis le XIe siècle. Il est reconstruit au XVIe siècle et acquis par le seigneur de Lugny. En 1843, le comte de Croix en devient propriétaire. En 1925, c'est le comte de Gramont, gendre du prince de Croy, qui construit le bâtiment annexe et remplace la roue par une turbine. En 1969, le moulin est fermé. En 2000, l'association « Les amis du Moulin de Lugny-lès-Charolles » décide de le restaurer. D'importants travaux sont réalisés. Une nouvelle roue à aubes réalisée par l'association avec le concours d'entreprises locales est installée en 2011. Il s'agit d'une roue de système Zuppinger, son diamètre est de 6 mètres, le poids de l'ensemble est de 7 tonnes, et celui de l'axe de 1,15 t. Le moulin est accessible aux visiteurs.
- Joli panorama sur le Charolais-Brionnais, tout en haut de la commune, en partant vers Marcigny.
- Chemins de randonnée (PDIPR 71) et dans les bois.

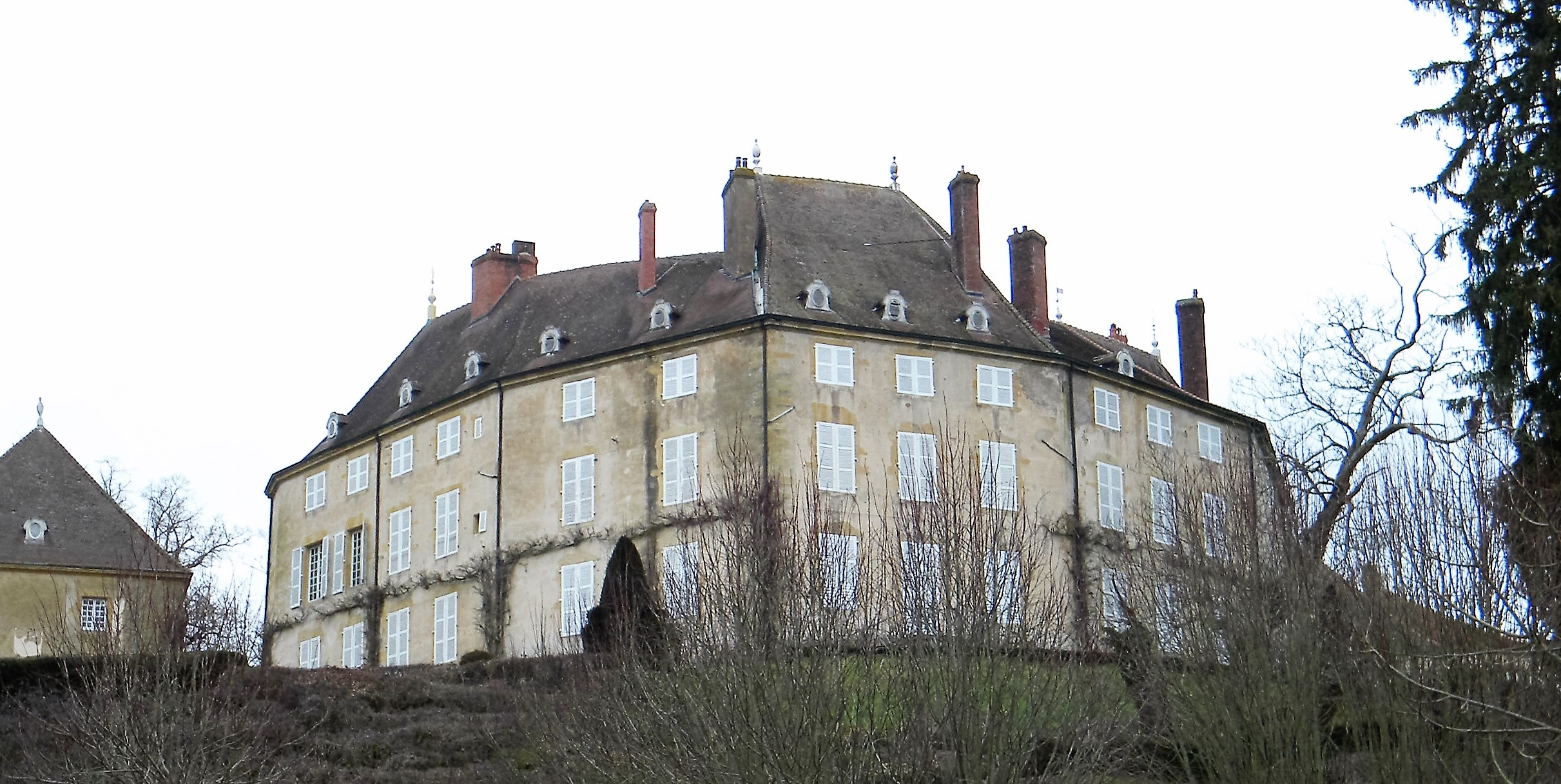
Le château.
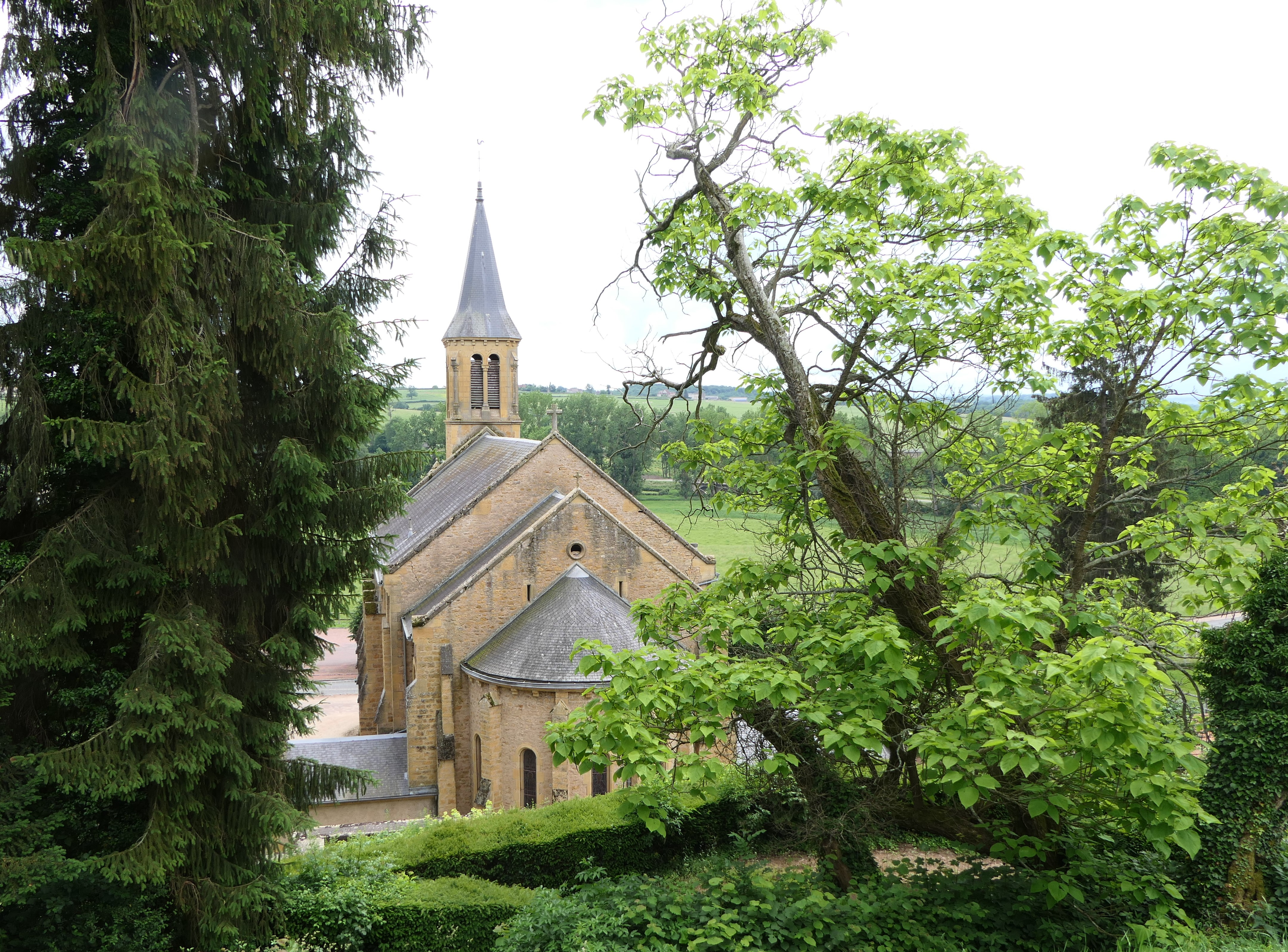
Chevet de l'église vue du château.
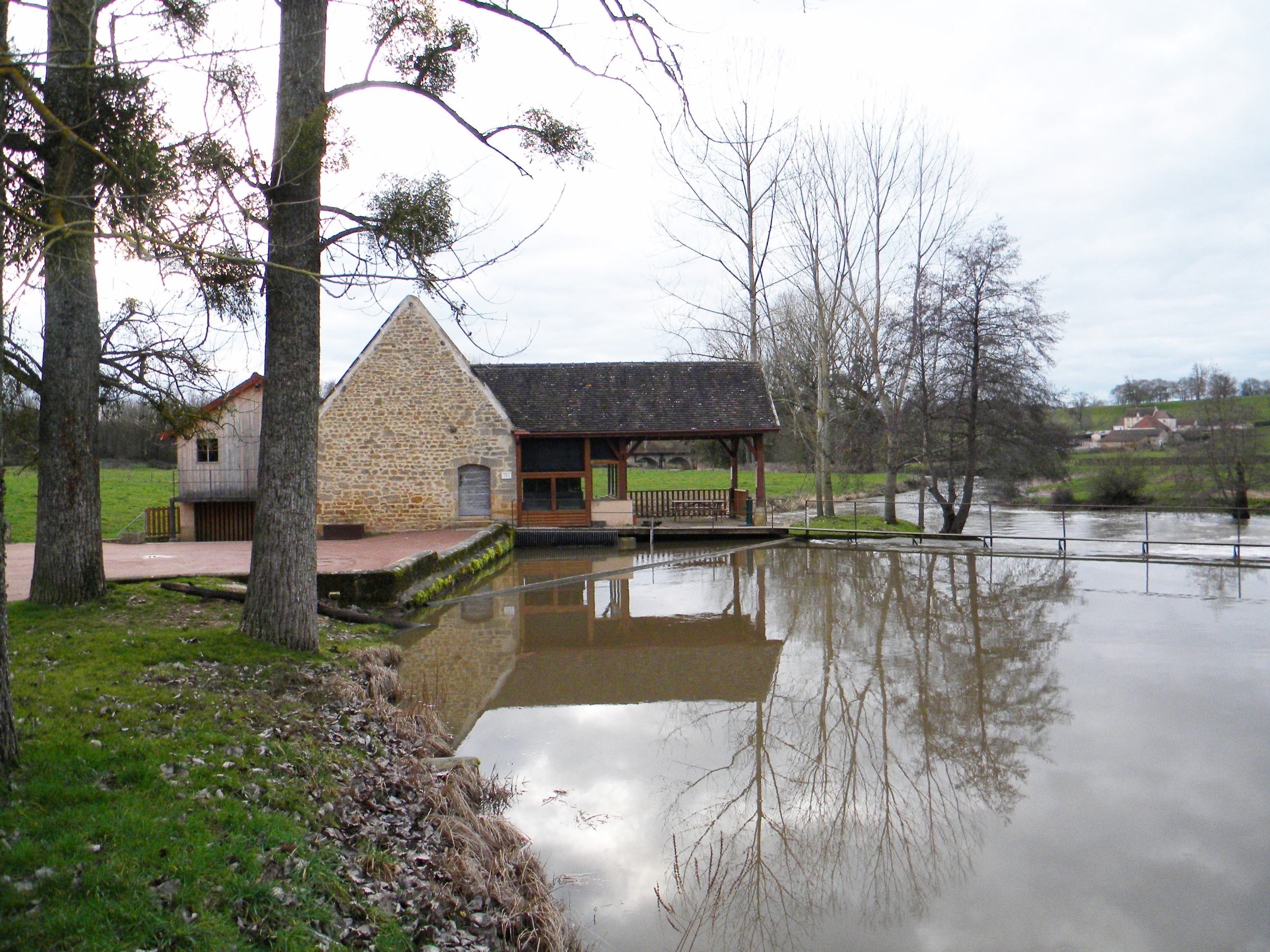
Vue d'ensemble du moulin.
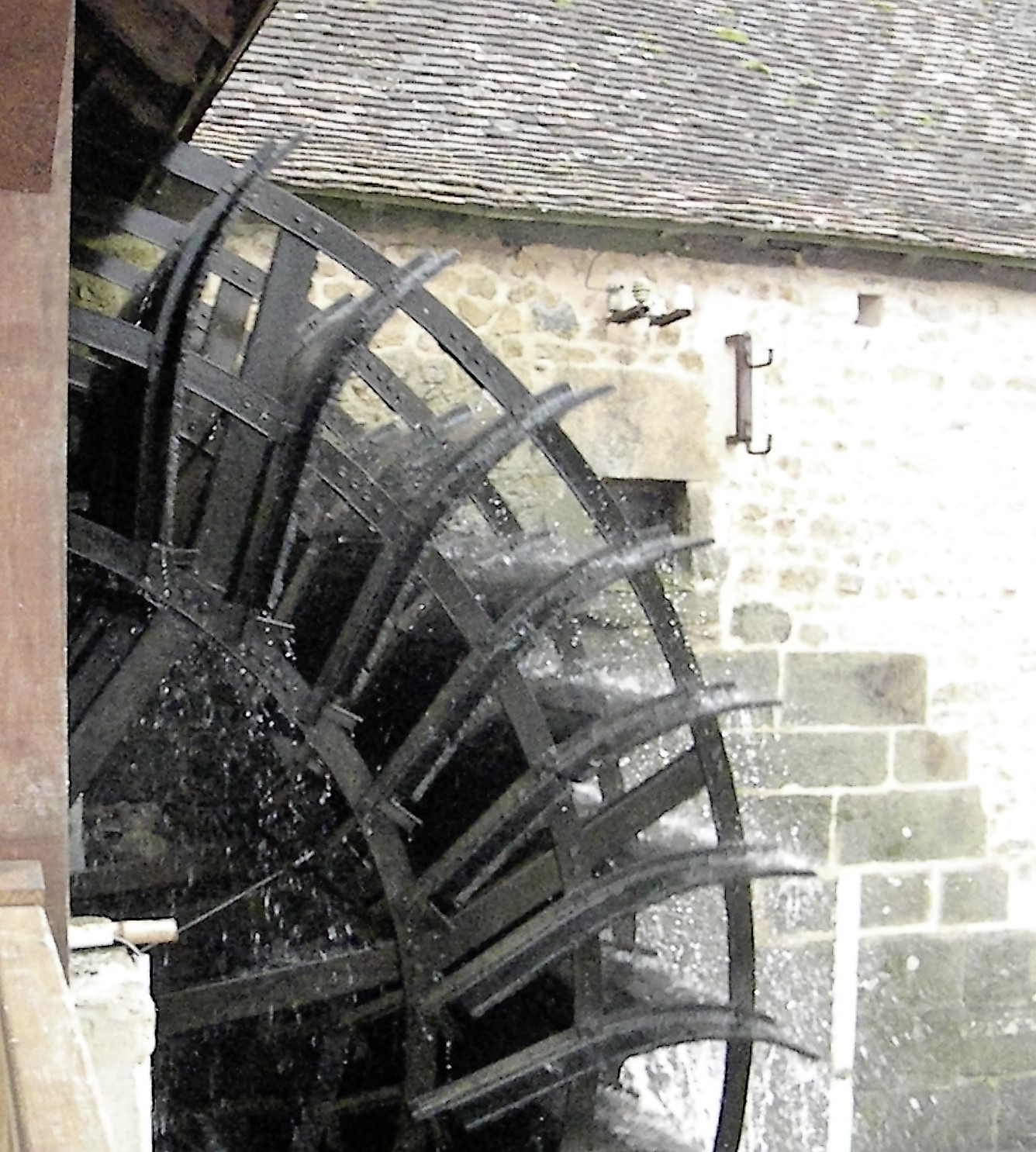
Détail de la roue à aubes du moulin.
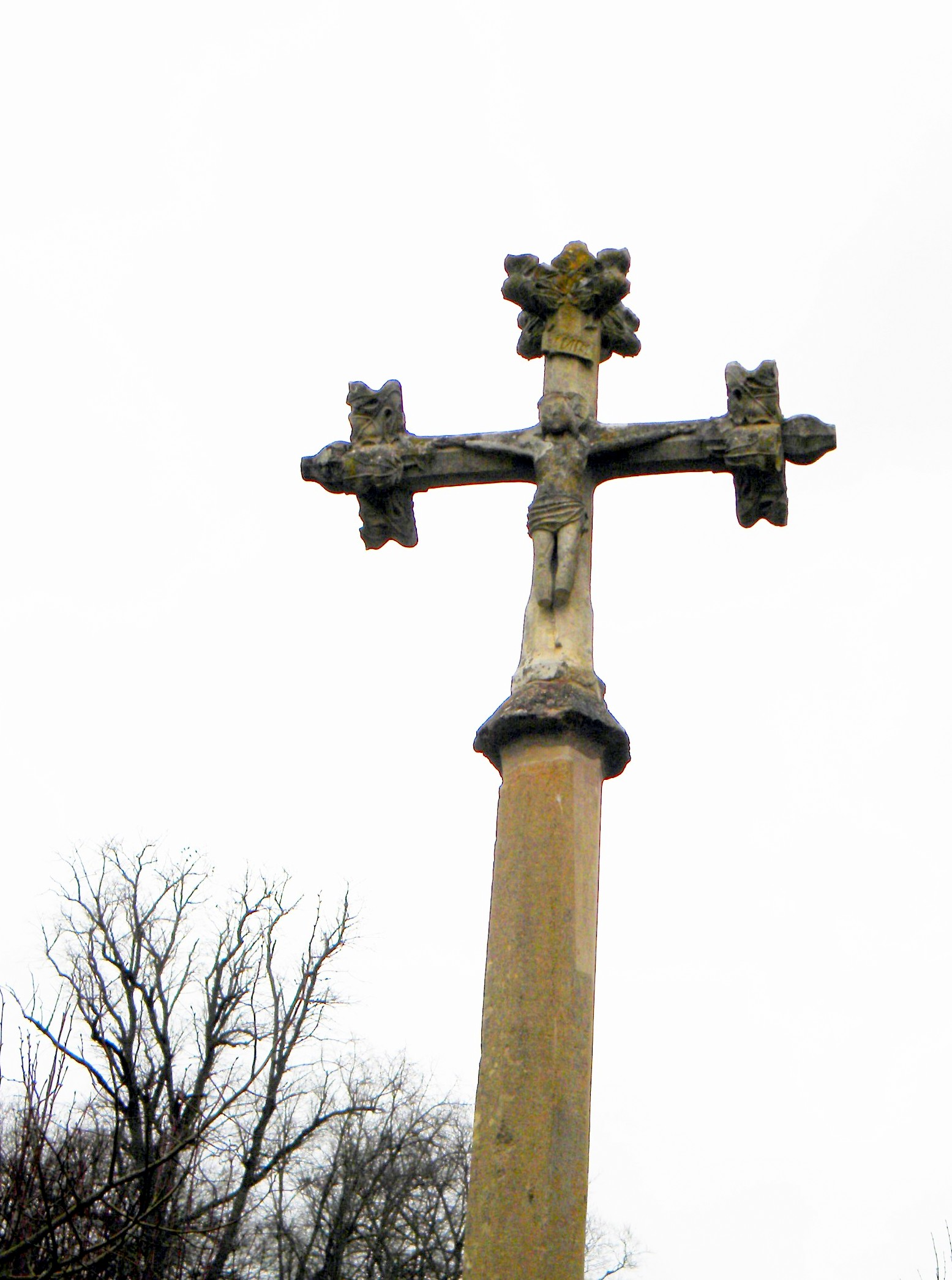
Croix près de l'église (détail).
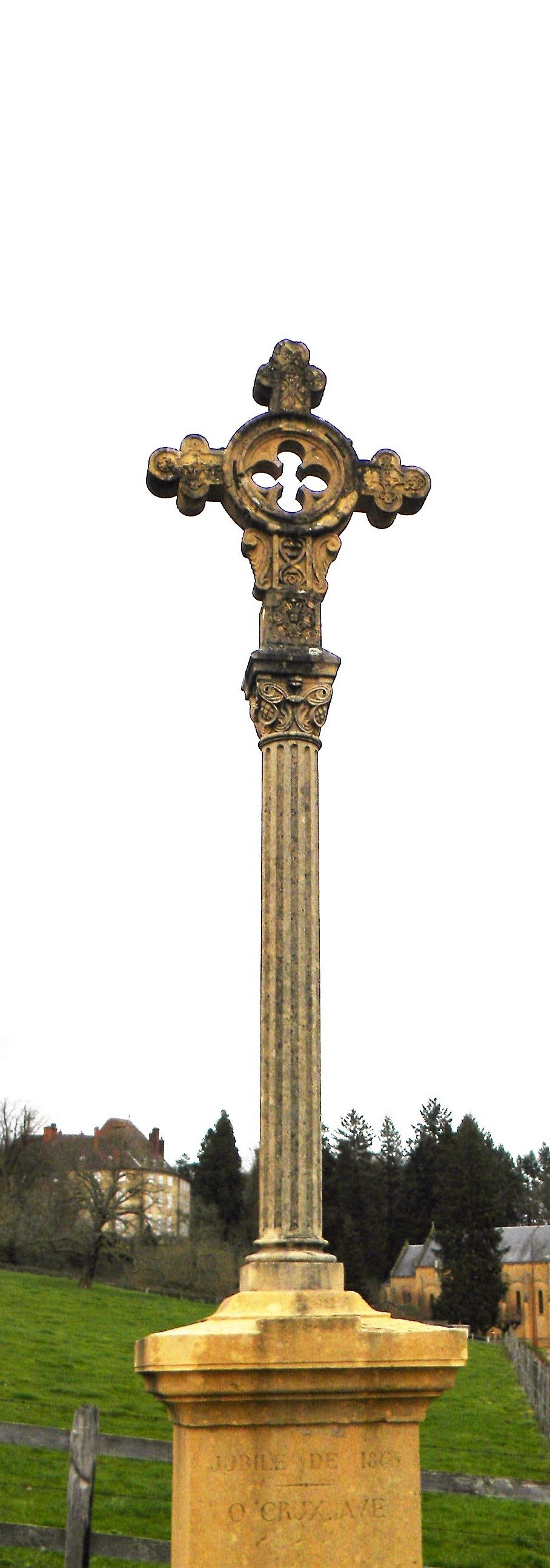
Croix, près de la mairie (détail).
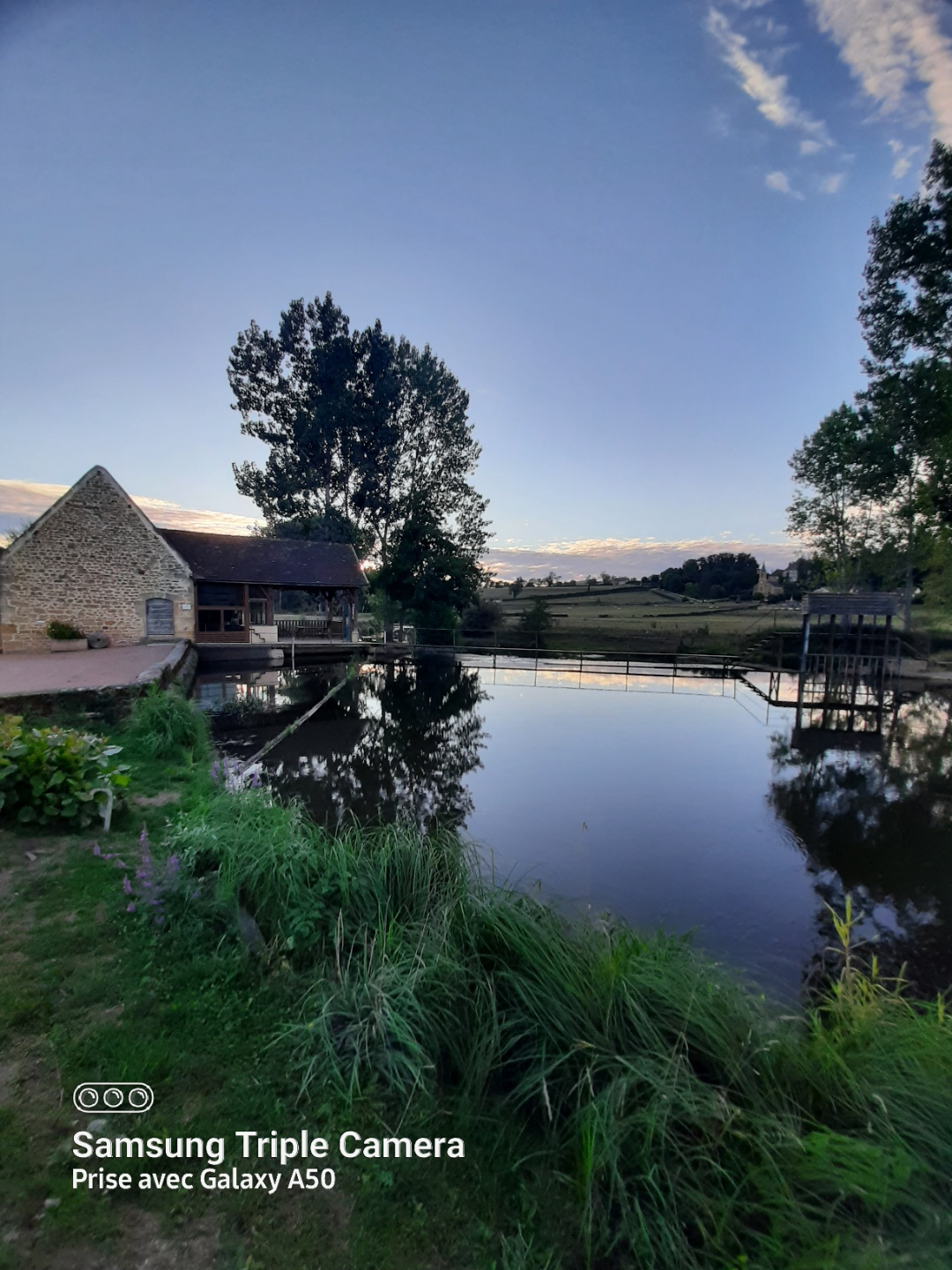
Bief Amont du Moulin de Lugny-les-Charolles à l'été 2022
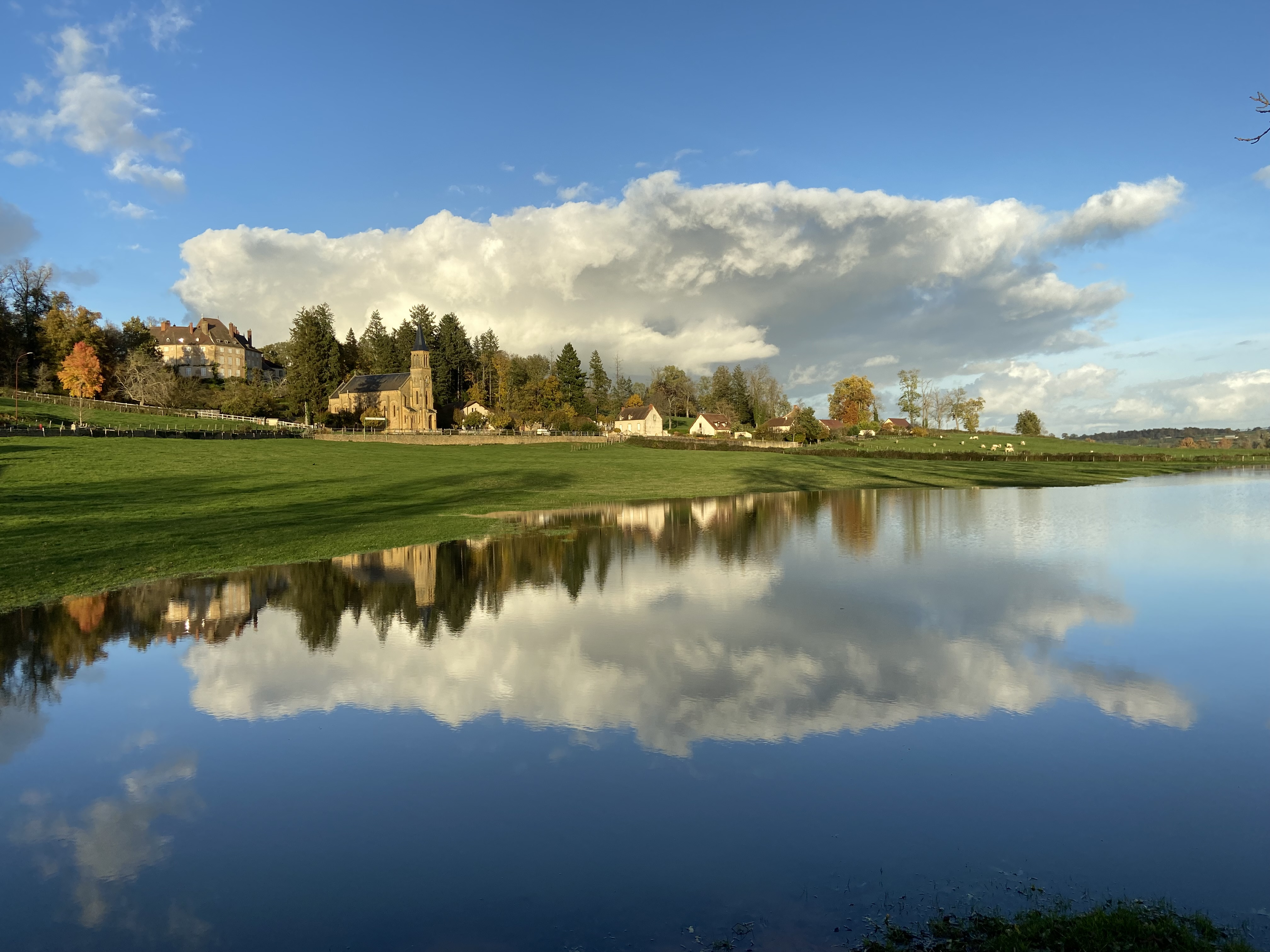
Reflets du Chateau et de l'Eglise de lugny-les-Charolles dans le débord de la rivière Arconce en Novembre 2023
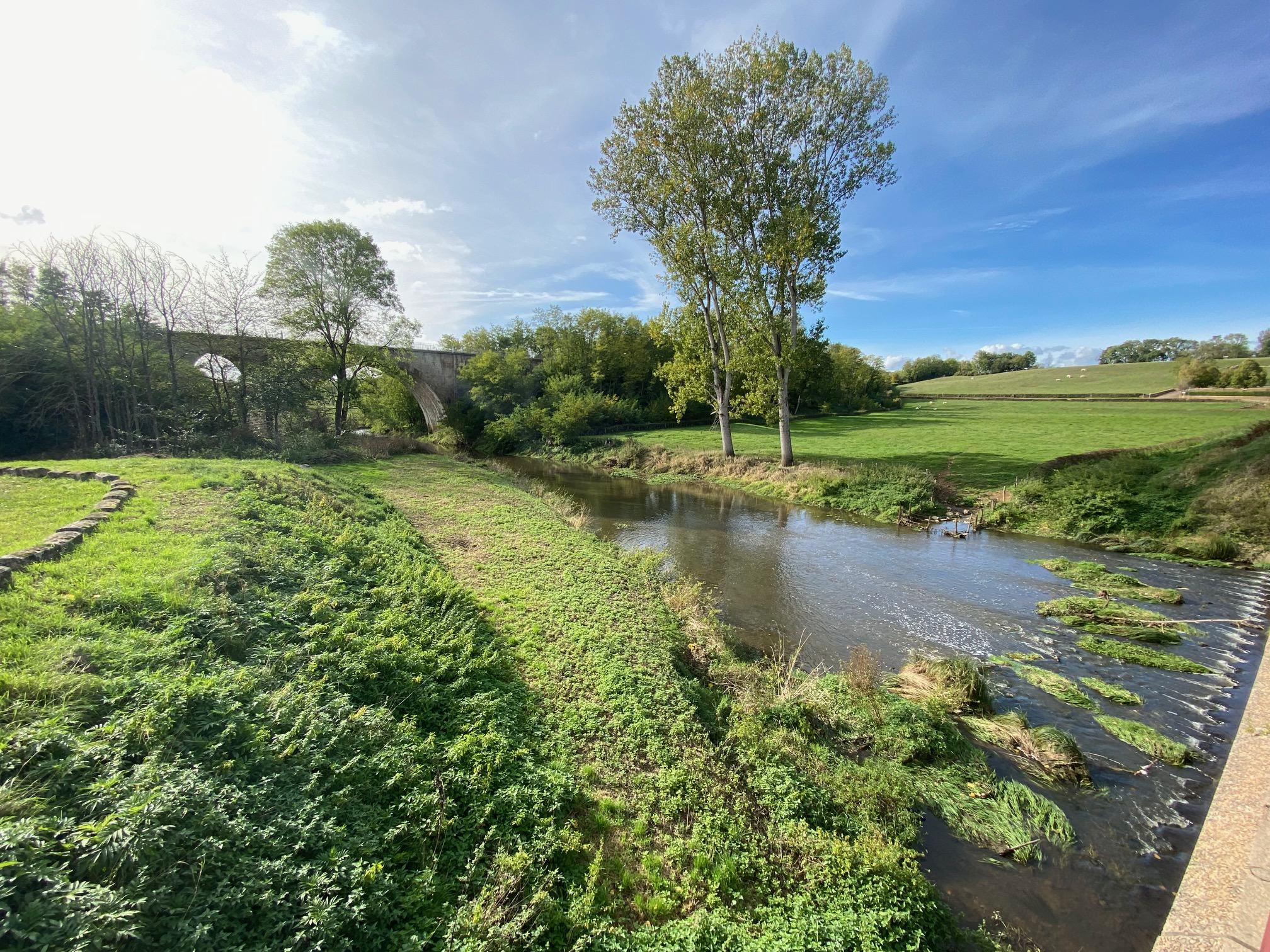
Rivière Arconce sous le Viaduc et le Pont de Lugny-les-Charolles en Octobre 2023

## Jumelages
Mex (Suisse).

## Pour approfondir